# オルチャーノ・ピザーノ
オルチャーノ・ピザーノ (伊: Orciano Pisano) は、イタリア共和国トスカーナ州ピサ県にある、人口約600人の基礎自治体（コムーネ）。

## 地理

### 位置・広がり

#### 隣接コムーネ
隣接するコムーネは以下の通り。括弧内のLIはリヴォルノ県所属を示す。
- コッレサルヴェッティ (LI)
- クレスピーナ・ロレンツァーナ (ロレンツァーナ)
- ファウーリア
- ロジニャーノ・マリッティモ (LI)
- サンタ・ルーチェ

### 気候分類・地震分類
オルチャーノ・ピザーノにおけるイタリアの気候分類 (it) および度日は、zona D, 1743 GGである。
また、イタリアの地震リスク階級 (it) では、zona 3 (sismicità bassa) に分類される。